# La Barde
La Barde település Franciaországban, Charente-Maritime megyében. Lakosainak száma 496 fő (2022. január 1.). La Barde Saint-Aigulin, Saint-Martin-de-Coux, La Roche-Chalais, Chamadelle és Les Églisottes-et-Chalaures községekkel határos.

## Népesség
A település népességének változása:
| Lakosok száma | 406  | 372  | 377  | 410  | 467  | 491  | 497  | 496  | 496  | 496  |
|               | 1968 | 1982 | 1990 | 2006 | 2013 | 2015 | 2017 | 2019 | 2020 | 2022 |